# XIII arrondissement di Parigi
Il XIII arrondissement di Parigi copre una vasta zona del sud-est della città sulla rive gauche. Al confine coi comuni di Gentilly, Le Kremlin-Bicêtre e Ivry-sur-Seine, il quartiere ha una scarsa vocazione turistica e si compone di aree una volta operaie ed ora per lo più riqualificate e dense di nuove costruzioni.

## Dati
| Anno                        | Abitanti | Densità di popolazione (ab./km2) |
| --------------------------- | -------- | -------------------------------- |
| 1962                        | 166 709  | 23 329                           |
| 1968                        | 158 280  | 22 149                           |
| 1975                        | 163 313  | 22 854                           |
| 1982                        | 170 818  | 23 904                           |
| 1990                        | 171 098  | 23 943                           |
| 1999                        | 171 533  | 24 004                           |
| 2006 (picco di popolazione) | 178 716  | 24 995                           |

## Luoghi d'interesse
- La maggiore chinatown della città
- Biblioteca nazionale di Francia
- L'istituto nazionale di lingue e civiltà orientali
- Ospedale Bicêtre
- Butte-aux-Cailles
- Gare d'Austerlitz
- Manufacture des Gobelins
- Supermercato Paristore
- Supermercato Tang Frères
- Ospedale della Pitié-Salpêtrière
- Tours Duo
- Stadio Sébastien Charléty

## Spazi verdi
- Parc de Choisy
- Parc Kellermann
- Jardin du Moulin de la Pointe

## Strade principali

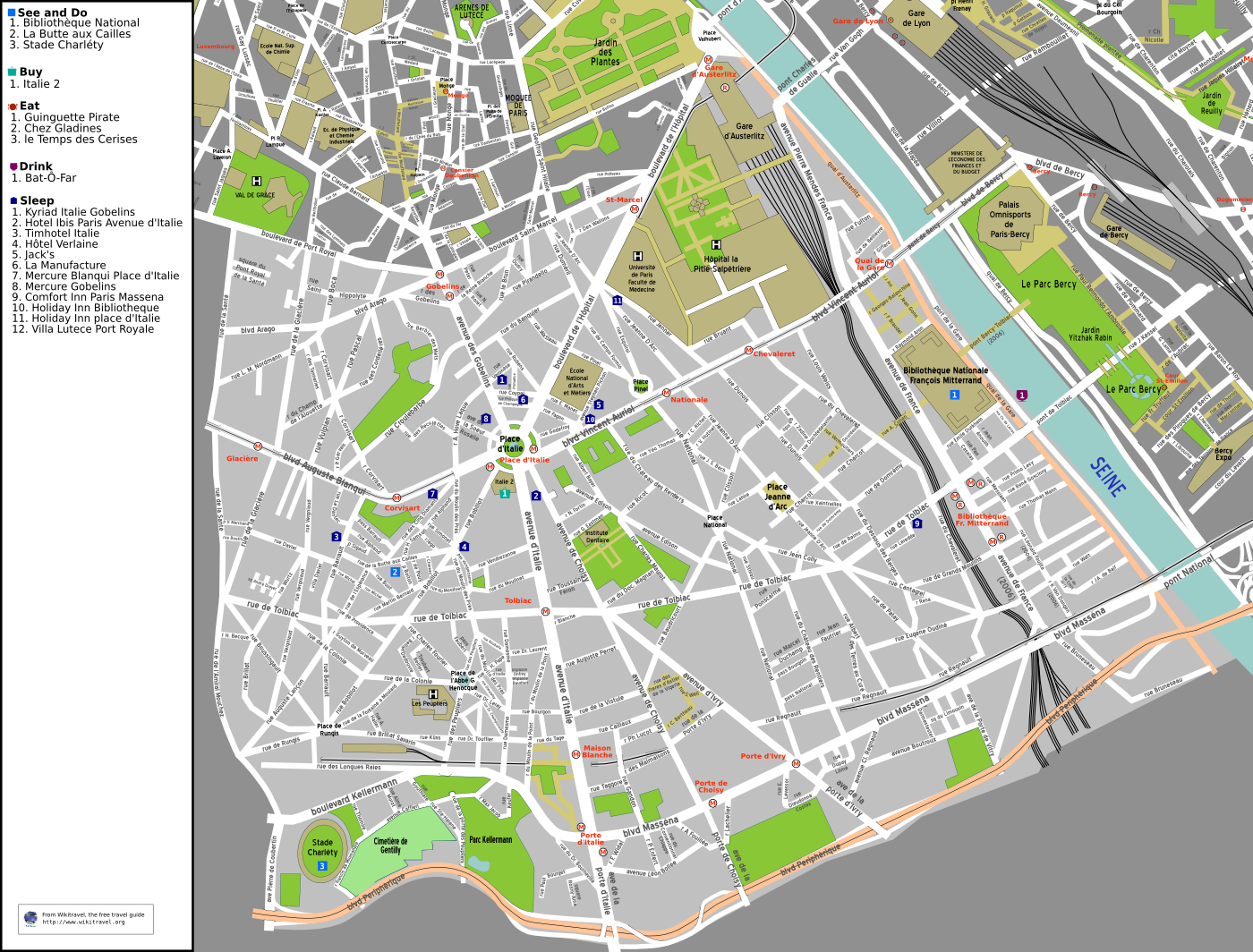
Mappa dell'arrondissement

- Place de l'Abbé-Georges-Hénocque
- boulevard Auguste-Blanqui
- Rue Bobillot
- Rue Boussingault
- avenue de Choisy
- avenue de France
- rue de la Glacière
- avenue des Gobelins
- Boulevard de l'Hôpital
- Avenue d'Italie
- Place d'Italie
- avenue d'Ivry
- boulevard Kellermann
- boulevard Masséna
- Rue du Moulin-de-la-Pointe
- Place de Rungis
- rue de Tolbiac
- Boulevard Vincent-Auriol
- rue Watt

## Quartieri
- Quartier de la Salpêtrière
- Quartier de la Gare
- Quartier de la Maison-Blanche
- Quartier Croulebarbe

## Galleria d'immagini

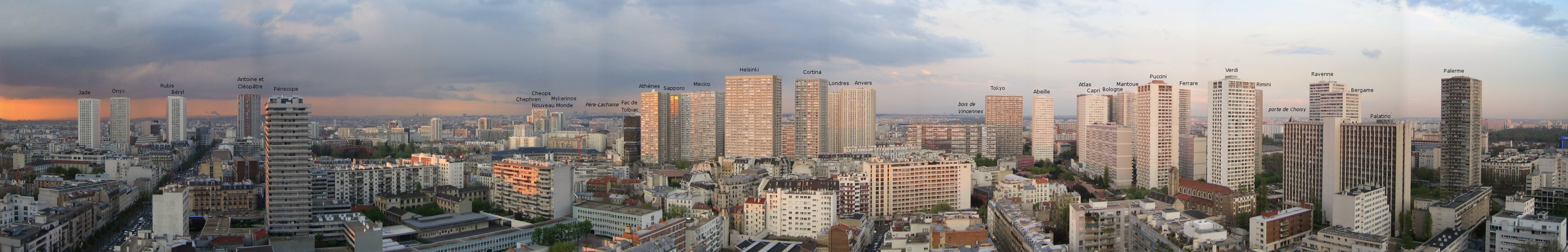
Vista panoramica

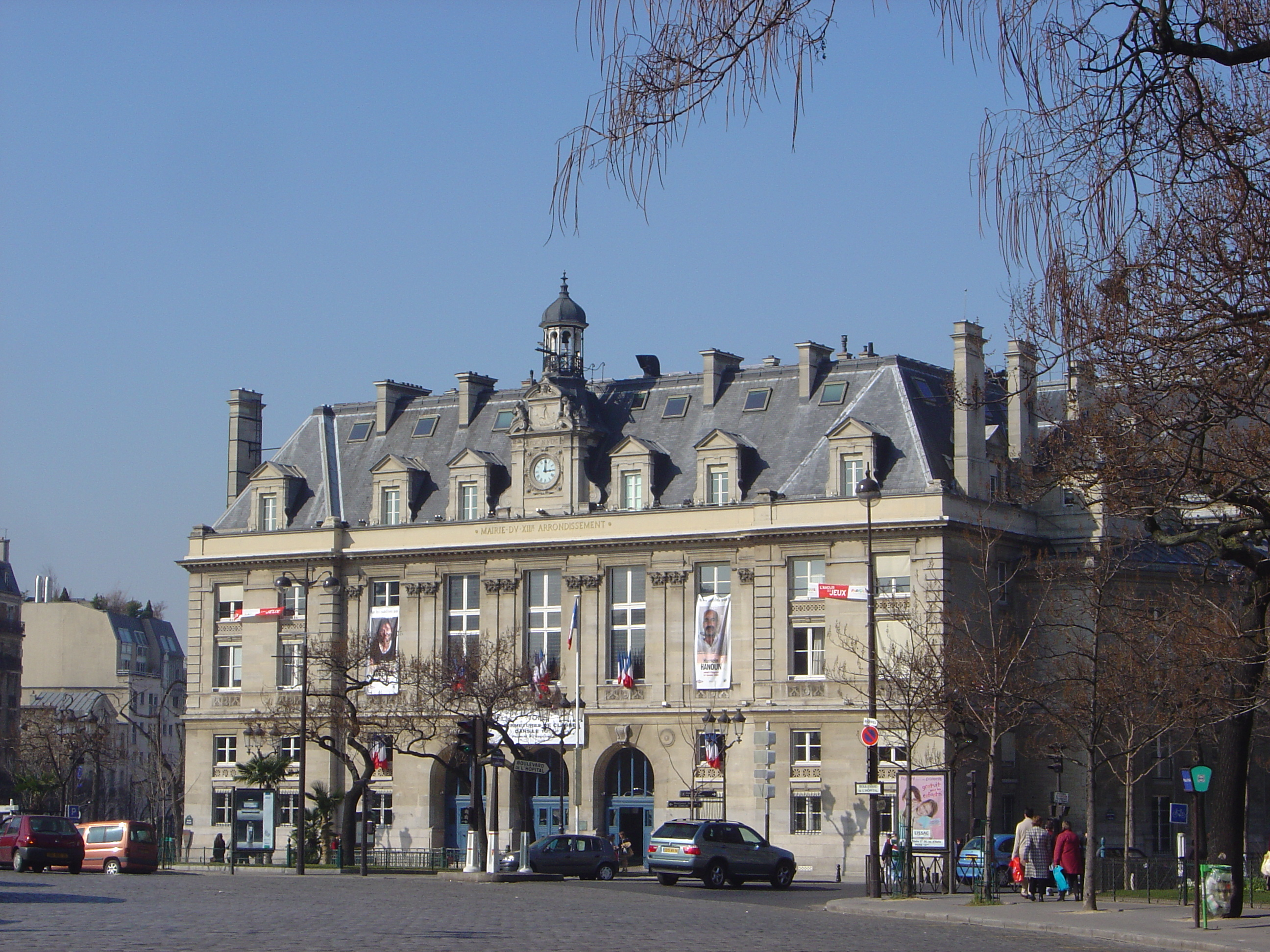
Municipio del XIII arrondissement
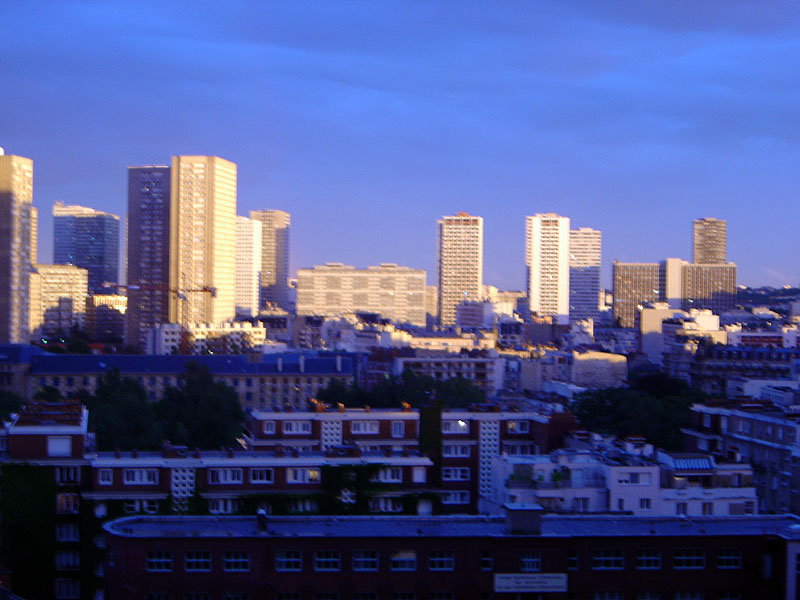
Skyline dell'arrondissement, largamente ricostruito negli anni settanta con centri commerciali e zone residenziali
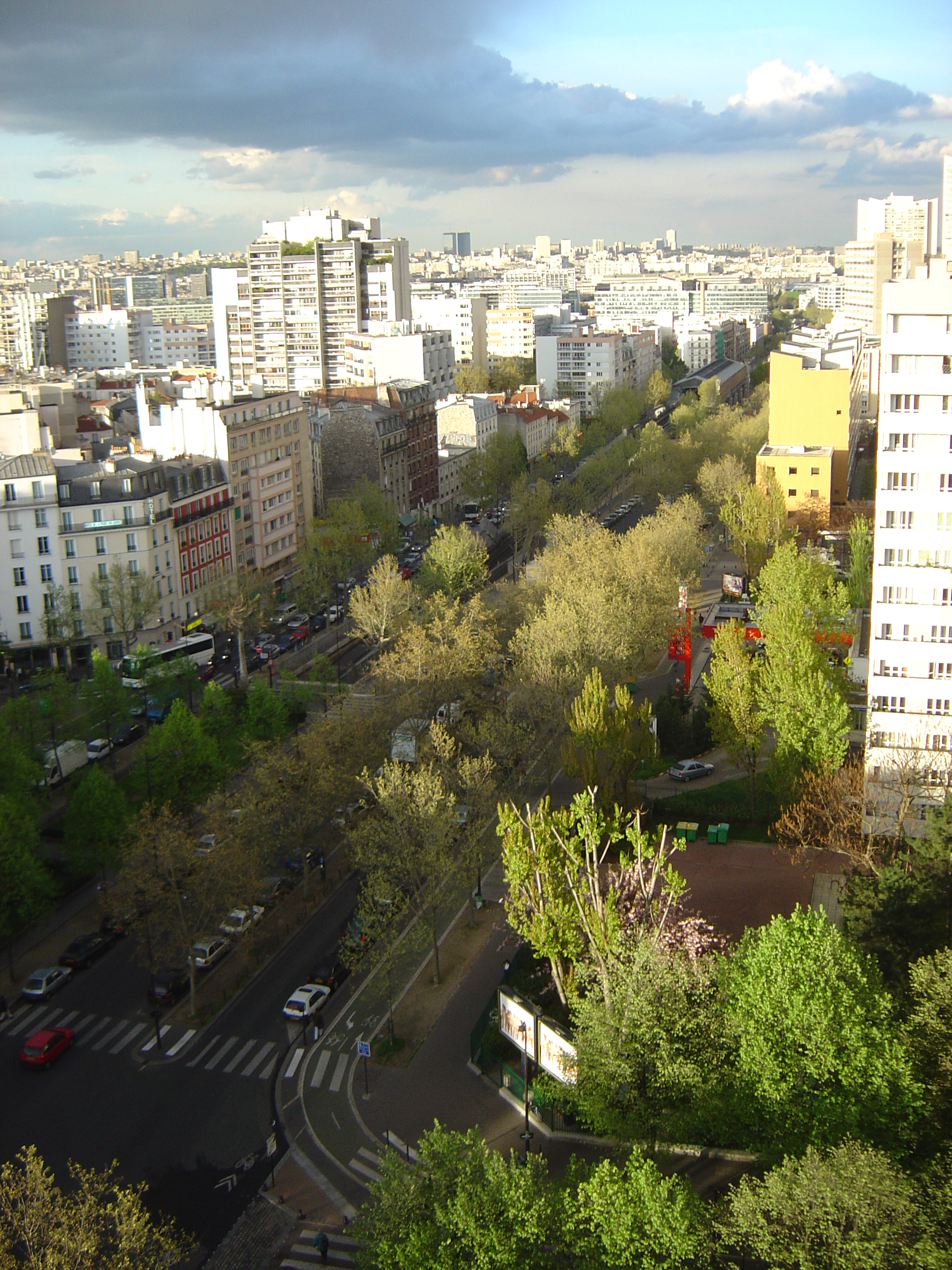
Bd Vincent Auriol
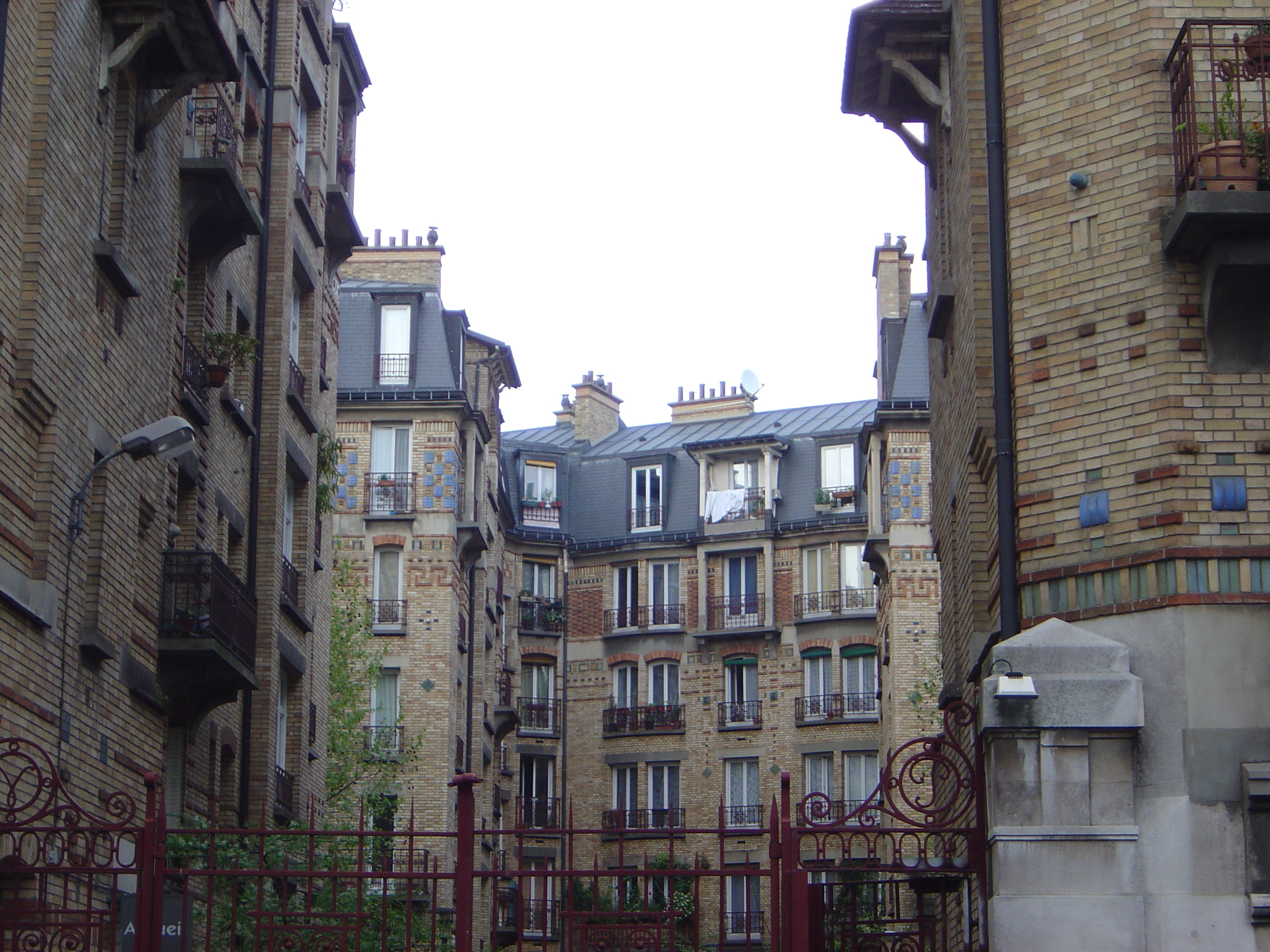
Edifici di edilizia pubblica dell'inizio del XX secolo